# Килмайкл
Килмайкл (англ. Kilmichael; ирл. Cill Mhíchil) — деревня в Ирландии, находится в графстве Корк (провинция Манстер).

## Демография
Население — 645 человек (по переписи 2006 года). В 2002 году население составляло 427 человек.
Данные переписи 2006 года:
| Общие демографические показатели |               |                               |                               |      |      |
| Всё население                    | Всё население | Изменения населения 2002—2006 | Изменения населения 2002—2006 | 2006 | 2006 |
| 2002                             | 2006          | чел.                          | %                             | муж. | жен. |
| 427                              | 645           | 218                           | 51,1                          | 317  | 328  |